# Avenue de la Paix (Kramatorsk)
L’avenue de la Paix (en ukrainien : проспект Миру) est une voie publique de la ville de Kramatorsk. Elle est située dans la partie centrale de la ville.

## Situation et accès
L’avenue est jointe par la rue de l’Académie (en ukrainien : вулиця Академічна).
L’avenue de la Paix est desservie par les transports en commun de la ville.

## Historique
La première épicerie « libre-service » de la ville y est installée en 1969,.
Un centre de presse situationnel, créé pour améliorer la communication ainsi que l'efficacité et la transparence de la couverture de la situation dans la zone d'opération des forces conjointes, y est installé le 20 février 2022.